# Ronald-Spitzmausbeutelratte
Die Ronald-Spitzmausbeutelratte (Monodelphis ronaldi) ist eine Beutelrattenart von der bisher nur der Holotyp bekannt ist. Er wurde im Nationalpark Manú am linken Ufer des Río Madre de Dios im südöstlichen Peru gefangen und im Jahr 2004 durch den kolumbianischen Mammalogen Sergio Solari als eigenständige Art beschrieben und zu Ehren des US-amerikanischen Zoologen Ronald H. Pine benannt.

## Beschreibung
Der Holotyp hat eine Kopfrumpflänge von 14,1 cm, hat einen 7,2 cm langen Schwanz und wog 70 g. Der Schwanz ist damit nur halb so lang wie Kopf und Rumpf zusammen. Kopfoberseite und Rücken sind einfarbig braun bis sepiafarben. Ein dunkler Mittelstreifen auf dem Rücken, dunkle Augenringe sowie rötliche oder gelbliche Tönungen an den Körperseiten sind nicht vorhanden. Das Bauchfell ist cremefarben. Das Fell ist samtig, die Haarlänge beträgt 3 bis 4 mm. Die Pfoten sind hell rötlich bis sibrig-grau. Der Schwanz ist nur auf den körpernahen ersten mm behaart. Er ist auf der Oberseite graubraun, auf der Unterseite weißlich. Wie alle Spitzmausbeutelratten haben die Weibchen wahrscheinlich keinen Beutel. Die Anzahl der Zitzen ist nicht bekannt. Der Holotyp ist ein Männchen.

## Lebensweise
Der Holotyp wurde in einer Höhe von 356 Metern in einem feuchten Mischwald mit Dickichten aus Röhricht gefangen. Über die Lebensweise, das Verhalten, die Ernährung, die Aktivitätsmuster und die Fortpflanzung der Tiere ist bisher nichts bekannt.

## Status
Das einzige bisher bekannte Exemplar der Ronald-Spitzmausbeutelratte wurde in einem Schutzgebiet, dem Nationalpark Manú in Peru, gefangen. Man nimmt an, dass das Verbreitungsgebiet der Art eine viel größere Ausdehnung hat. Von der IUCN wird der Bestand der Ronald-Spitzmausbeutelratte als ungefährdet (Least Concern) eingeschätzt.

## Belege
1. ↑  Sergio Solari: A new species of Monodelphis (Didelphimorphia: Didelphidae) from southeastern Peru. Mammalian Biology, Zeitschrift für Säugetierkunde, März 2004, DOI: 10.1078/1616-5047-00129
2. 1 2 3 4  Diego Astúa: Family Didelphidae (Opossums). in Don E. Wilson, Russell A. Mittermeier: Handbook of the Mammals of the World – Volume 5. Monotremes and Marsupials. Lynx Editions, 2015, ISBN 978-84-96553-99-6. Seiten 148 u. 149.
3. ↑  Monodelphis ronaldi in der Roten Liste gefährdeter Arten der IUCN 2015. Eingestellt von: Solari, S., 2015. Abgerufen am 15. Januar 2020.